# Hrubý vrch (Vysoké Tatry)
Hrubý vrch (polsky Hruby Wierch) je výrazný štít ve Vysokých Tatrách, vysoký 2428 metrů a dosahující prominence 252 metrů, což je 8. nejvyšší hodnota mezi tatranskými dvoutisícovkami.

## Poloha
Nachází se v jihozápadní rozsoše Vysokých Tater, 2 km severovýchodně od Kriváně. Jeho severní svahy padají do Hlinské doliny, jihovýchodní do Mlynické doliny a jihozápadní do doliny Nefcerka.

## Přístup
Jako první se na vrchol dostali kolem roku 1850 lovci kamzíků. Zimní prvovýstup provedli 13. ledna 1912 Gyula A. Hefty, Tibold Kregczy, Endre Maurer a Lajos Rokfalusy.
Na Hrubý vrch nevedou žádné značené turistické cesty, a je proto přístupný jen s horským vůdcem. Nejbližším turisticky dostupným místem je sedlo Bystrá lávka, vzdálené necelých 500 metrů jižně, přes které vede žlutá značka.